# Дейв Троттьє
Девід Томас Троттьє (англ. David Thomas Trottier, 25 червня 1906, Пембрук — 14 листопада 1956) — канадський хокеїст, що грав на позиції крайнього нападника. Грав за збірну команду Канади.
Олімпійський чемпіон. Володар Кубка Стенлі.

## Ігрова кар'єра
Хокейну кар'єру розпочав 1923 року.
Протягом професійної клубної ігрової кар'єри, що тривала 12 років, захищав кольори команд «Монреаль Марунс», «Детройт Ред-Вінгс» та «Піттсбург Горнетс».
Загалом провів 477 матчів у НХЛ, включаючи 31 гру плей-оф Кубка Стенлі.
У 1928 році став золотим призером зимової Олімпіади, а у 1935 році, виступаючи за команду «Монреаль Марунс», став володарем Кубка Стенлі.
Виступав за збірну Канади.

## Статистика

### Клубні виступи
| Сезон        | Клуб                          | Ліга         | Регулярний сезон | Регулярний сезон | Регулярний сезон | Регулярний сезон | Регулярний сезон | Плей-оф | Плей-оф | Плей-оф | Плей-оф | Плей-оф |
| Сезон        | Клуб                          | Ліга         | І                | Г                | П                | О                | ШХ               | І       | Г       | П       | О       | ШХ      |
| ------------ | ----------------------------- | ------------ | ---------------- | ---------------- | ---------------- | ---------------- | ---------------- | ------- | ------- | ------- | ------- | ------- |
| 1923–24      | «Торонто Сейнт Майклс Майорс» | ОХА          | 6                | 13               | 2                | 15               | —                | —       | —       | —       | —       | —       |
| 1924–25      | «Торонто Сейнт Майклс Майорс» | ОХА          | 6                | 7                | 7                | 14               | —                | 1       | 1       | 1       | 2       | 0       |
| 1925–26      | «Торонто Ворсіті Блу»         | ОХА          | —                | —                | —                | —                | —                | —       | —       | —       | —       | —       |
| 1926–27      | «Торонто Ворсіті Блу»         | ОХА          | 11               | 23               | 8                | 31               | 7                | 2       | 1       | 0       | 1       | 2       |
| 1926–27      | «Торонто Ворсіті Блу»         | КА           | —                | —                | —                | —                | —                | 12      | 9       | 7       | 16      | 32      |
| 1927–28      | «Торонто Ворсіті Блу»         | ОХА          | 12               | 33               | 10               | 43               | —                | —       | —       | —       | —       | —       |
| 1928–29      | «Монреаль Марунс»             | НХЛ          | 37               | 2                | 4                | 6                | 69               | —       | —       | —       | —       | —       |
| 1928–29      | «Монреаль Вікторіас»          | MCHL         | 2                | 0                | 0                | 0                | 0                | —       | —       | —       | —       | —       |
| 1929–30      | «Монреаль Марунс»             | НХЛ          | 41               | 17               | 10               | 27               | 73               | 4       | 0       | 2       | 2       | 8       |
| 1930–31      | «Монреаль Марунс»             | НХЛ          | 43               | 9                | 8                | 17               | 58               | 2       | 0       | 0       | 0       | 6       |
| 1931–32      | «Монреаль Марунс»             | НХЛ          | 48               | 26               | 18               | 44               | 94               | 4       | 1       | 0       | 1       | 0       |
| 1932–33      | «Монреаль Марунс»             | НХЛ          | 48               | 16               | 15               | 31               | 38               | 2       | 0       | 0       | 0       | 6       |
| 1933–34      | «Монреаль Марунс»             | НХЛ          | 48               | 9                | 17               | 26               | 47               | 4       | 0       | 0       | 0       | 6       |
| 1934–35      | «Монреаль Марунс»             | НХЛ          | 34               | 10               | 9                | 19               | 22               | 7       | 2       | 1       | 3       | 4       |
| 1935–36      | «Монреаль Марунс»             | НХЛ          | 46               | 10               | 10               | 20               | 25               | 3       | 0       | 0       | 0       | 4       |
| 1936–37      | «Монреаль Марунс»             | НХЛ          | 43               | 12               | 11               | 23               | 33               | 5       | 1       | 0       | 1       | 5       |
| 1937–38      | «Монреаль Марунс»             | НХЛ          | 47               | 9                | 10               | 19               | 42               | —       | —       | —       | —       | —       |
| 1938–39      | «Детройт Ред-Вінгс»           | НХЛ          | 11               | 1                | 1                | 2                | 16               | —       | —       | —       | —       | —       |
| 1938–39      | «Піттсбург Горнетс»           | АХЛ          | 10               | 5                | 3                | 8                | 6                | —       | —       | —       | —       | —       |
| Усього в НХЛ | Усього в НХЛ                  | Усього в НХЛ | 446              | 121              | 113              | 234              | 517              | 31      | 4       | 3       | 7       | 39      |

### Збірна
| Рік  | Команда | Турнір | І | Г  | П | О  | ШХ |
| ---- | ------- | ------ | - | -- | - | -- | -- |
| 1928 | Канада  | ОІ     | 3 | 12 | 3 | 15 | —  |